# Le Grand Tarbes
Le Grand Tarbes est une ancienne communauté d'agglomération française, située dans le département des Hautes-Pyrénées et la région Occitanie. Cette structure est dissoute le 31 décembre 2016 et est remplacée par la Communauté d'agglomération Tarbes-Lourdes-Pyrénées.

## Histoire
Le Grand Tarbes est né de la Communauté de communes de l’agglomération tarbaise, créée en 1995 sous l’impulsion du conseiller général et maire d’Aureilhan de l’époque, Pierre-Henri Lacaze (PS). De 2001 à 2008, le Grand Tarbes est présidé par Jean Glavany (PS), député et ancien ministre. De 2008 à 2014, le Grand Tarbes est présidé par Gérard Trémège (LR), maire de Tarbes. Depuis le 15 avril 2014 le Grand Tarbes est présidé par Charles Habas (PS) maire d’Orleix.Cette structure est dissoute le 31 décembre 2016 et est remplacée par la Communauté d'agglomération Tarbes-Lourdes-Pyrénées, présidée par Gérard Trémège (LR).

### Communes adhérentes
| Nom                  | Code Insee | Gentilé      | Superficie (km2) | Population (dernière pop. légale) | Densité (hab./km2) |
| -------------------- | ---------- | ------------ | ---------------- | --------------------------------- | ------------------ |
| Tarbes (siège)       | 65440      | Tarbais      | 15,33            | 40 900 (2014)                     | 2 668              |
| Angos                | 65010      | Angosois     | 2,98             | 237 (2014)                        | 80                 |
| Aureilhan            | 65047      | Aureilhanais | 9,44             | 7 879 (2014)                      | 835                |
| Barbazan-Debat       | 65062      | Barbazannais | 9,78             | 3 427 (2014)                      | 350                |
| Bordères-sur-l'Échez | 65100      | Borderais    | 15,95            | 4 879 (2014)                      | 306                |
| Bours                | 65108      | Boursais     | 4,68             | 780 (2014)                        | 167                |
| Chis                 | 65146      | Chissois     | 3,74             | 315 (2014)                        | 84                 |
| Ibos                 | 65226      | Iboscéens    | 32,88            | 2 877 (2014)                      | 88                 |
| Laloubère            | 65251      | Laloubériens | 4,05             | 1 923 (2014)                      | 475                |
| Odos                 | 65331      | Odosséens    | 8,77             | 3 219 (2014)                      | 367                |
| Orleix               | 65340      | Orleixois    | 8,28             | 2 066 (2014)                      | 250                |
| Salles-Adour         | 65401      | Sallois      | 2,48             | 544 (2014)                        | 219                |
| Sarrouilles          | 65410      | Sarrouillais | 4,21             | 542 (2014)                        | 129                |
| Séméac               | 65417      | Séméacais    | 6,29             | 4 803 (2014)                      | 764                |
| Soues                | 65433      | Souessois    | 3,90             | 3 049 (2014)                      | 782                |

## Démographie
| 1995 | 1999 | 2006 | 2009   | 2011   | 2013   |
| ---- | ---- | ---- | ------ | ------ | ------ |
| -    | -    | -    | 75 024 | 78 474 | 77 357 |

Avec 15 communes et 78 474 habitants (2011), la communauté d'agglomération tarbaise se plaçait au quatrième rang régional en 2009 derrière le Grand Toulouse, le Grand Albigeois, Castres-Mazamet, mais devant Montauban. Toutefois, il faut préciser que le périmètre du Grand Tarbes est trois fois inférieur à celui de l’aire urbaine. Celle-ci comprend une bonne partie de la Communauté de communes du Canton d'Ossun (12 000 habitants). Ainsi, avec 115 588 habitants (insee 2011), l'aire urbaine tarbaise est aussi la deuxième de la région Midi-Pyrénées derrière Toulouse (1 202 899 habitants), mais devant Montauban (100 875 hab.) et Albi (95 424 hab.). Au 1er janvier 2013, trois nouvelles communes ont intégré le Grand Tarbes : Angos 225 habitants, Barbazan-Debat 3 530 habitants et Chis 293 habitants.
À compter du 1er janvier 2017, Tarbes intègre la grande agglomération « Tarbes-Lourdes-Pyrénées » d'environ 125 000 habitants, ce qui en fait la 5e de la région Occitanie.

## Administration
| Période                                  | Période          | Identité            | Étiquette | Qualité                                                           |
| ---------------------------------------- | ---------------- | ------------------- | --------- | ----------------------------------------------------------------- |
| 1995                                     | 2001             | Pierre-Henri Lacaze | PS        | maire d'Aureilhan                                                 |
| 2001                                     | 2008             | Jean Glavany        | PS        | député, ancien ministre et Conseiller général des Hautes-Pyrénées |
| 2008                                     | 2014             | Gérard Trémège      | UMP       | maire de Tarbes et Conseiller régional de Midi-Pyrénées           |
| 2014                                     | 31 décembre 2016 | Charles Habas       | PS        | maire d'Orleix                                                    |
| Les données manquantes sont à compléter. |                  |                     |           |                                                                   |

## Compétences
Les compétences du Grand Tarbes s'étendent aux transports, aux entrées d'agglomération, à l'accueil des gens du voyage, à la culture, aux sports, à l'environnement, au pôle universitaire, à la politique de la ville et au développement économique.

### Développement économique
La politique économique du Grand Tarbes se concentre autour de plusieurs territoires d'entreprises s'illustrant dans l'aéronautique, la céramique, l'agro-alimentaire ou l'environnement : 
- le parc de Bastillac Université de Tarbes,
- le parc des Pyrénées d'Ibos,
- l'Ecoparc de Bordères-sur-l'Échez,
- le parc de l'Adour de Séméac et de Soues,
- le parc artisanal d'Orleix,
- le parc artisanal et commercial de Cognac de Tarbes.

Elle met à la disposition des entrepreneurs des hôtels et des pépinières d'entreprises

### Pôle universitaire
Il participe au développement du pôle Universitaire François Mitterrand qui abrite des antennes des universités Paul-Sabatier et du Mirail (IUT, IUFM...), de l'Université de Pau et des Pays de l'Adour (Staps...) ,l’ENI et le campus Veolia.

### Gestion d'équipements culturels, sportifs ou environnementaux

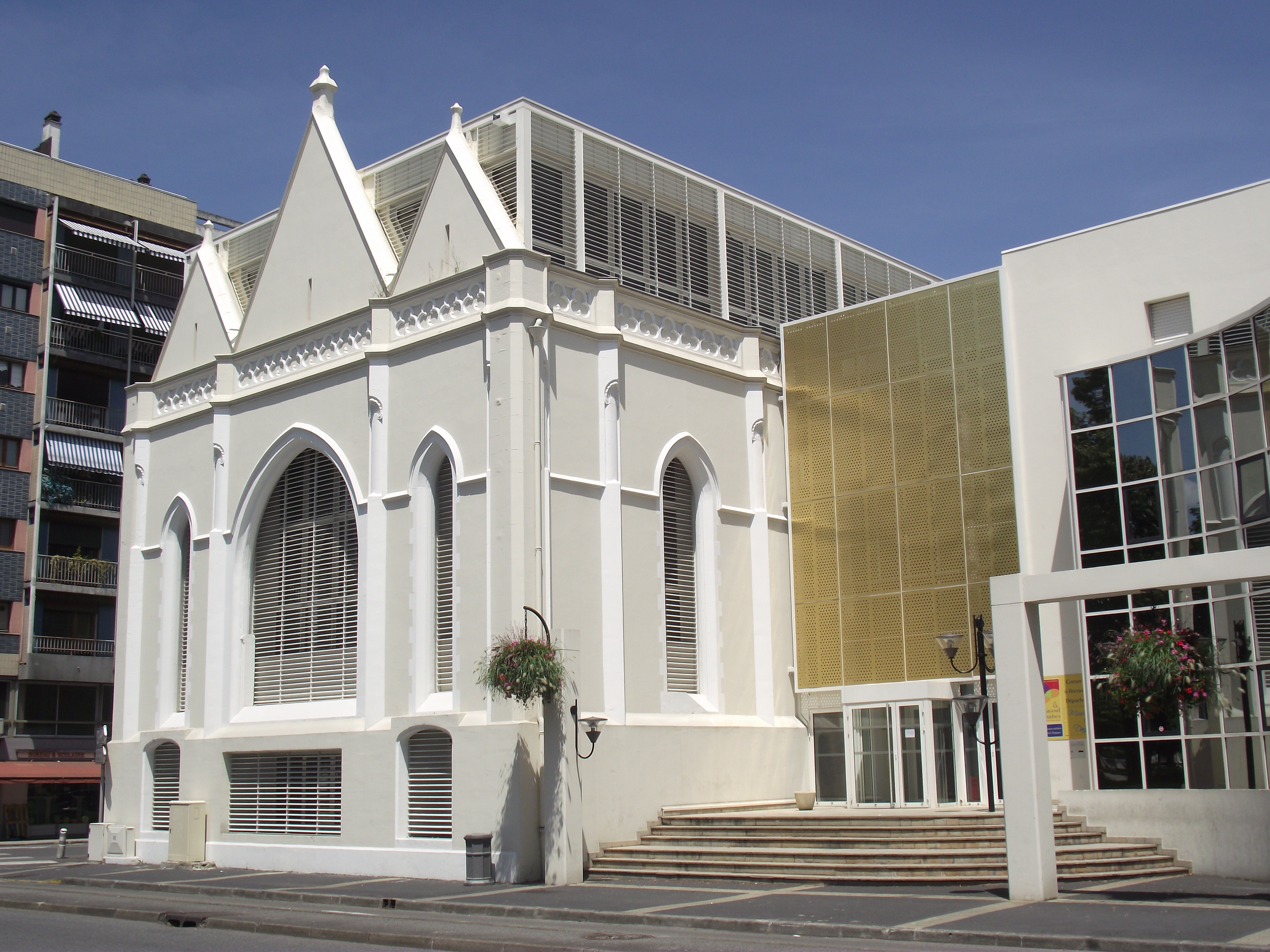
Conservatoire Henri Duparc.

Le Grand Tarbes gère ou participe au fonctionnement :
- des 3 piscines (centre nautique Paul Boyrie, piscines Tournesol et Michel Rauner)
- de la maison de l'escrime
- de la maison des Arts martiaux
- de l'hippodrome de Laloubère
- de la médiathèque Louis Aragon, des 7 bibliothèques et du bibliobus
- de 9 écoles de musique et de danse dont le conservatoire Henri Duparc
- de la scène nationale Le Parvis
- de base de données qui ont pour objectif le recensement de l’ensemble des richesses patrimoniales.

En matière environnementale, il planifie l'élimination des déchets ménagers à travers SYMAT-SMTD65 et s'occupe de différentes promenades :
- le Trait Vert
- le CaminAdour
- le Chemin Vert.

## Historique du logo

Ancien logo
Logo actuel depuis 2011